# Église Sainte-Anne de Noord
L'église Sainte-Anne est une église catholique, située à Noord, à Aruba.

## Historique
Bien que reconstruite à plusieurs reprises, l'église Sainte-Anne a une histoire qui remonte jusqu'en 1776. Elle est fermée pour réparations en raison de dommages subis en 2011.

## Description
La construction de l'église Sainte-Anne d'origine sur ce site a débuté en 1776 après l'effondrement de la chapelle Alto Vista dédiée à sainte Anne, mère de la Vierge Marie. Lors de sa construction en 1776, l'église Sante-Anne représentait le deuxième lieu de rassemblement religieux le plus important de l'île (le premier étant la chapelle d'Alto Vista).
L'église a été reconstruite à deux reprises, une en 1831 et une autre en 1886, puis de nouveau entre 1914 et 1919.
Le retable en chêne sculpté représentant sainte Anne est un bel exemple de sculpture néo-gothique. Il a été créé en 1870 par Hendrik van der Geld aux Pays-Bas, dans la province du Brabant-Septentrional, puis a été placé dans l'église Saint-Antoine de Schéveningue. Lors de la rénovation de l'église Saint-Antoine en 1928, le curé de la paroisse a fait don de l'autel, de la clôture d'autel et de la chaire à la mission des Antilles néerlandaises qui l'a envoyé à l'église Sainte-Anne.
Le retable, le clôture d'autel et la chaire ont remporté un prix lors du premier concile du Vatican à Rome en 1870. Une dernière rénovation de ce site historique a été achevée en 1916.
La rénovation la plus récente a eu lieu en 2002.

## Dommages
Le 25 août 2011, un vent violent a causé des dommages au toit et à d'autres parties de l'église,. L'autel, la clôture d'autel et la chaire sont restés intacts bien que le toit ait été déchiré par les vents violents.